# Festival des 3 Continents 1995
Le Festival des 3 Continents 1995, 17e édition du festival, s'est déroulé du 21 au 28 novembre 1995.

## Jury
- Jack Cardiff : réalisateur britannique
- Joël Farges : producteur français
- Andreea Macelaru : actrice roumaine
- Macha Méril : actrice française
- Fernando Merinero : réalisateur espagnol
- Rudolf Thome : réalisateur allemand
- Roland Topor : dessinateur français

## Sélection

### En compétition
| Titre                              | Réalisation       | Pays        |
| ---------------------------------- | ----------------- | ----------- |
| La chauve-souris (Yarasa)          | Ayas Salayev      | Azerbaïdjan |
| Ronde de flics à Pékin             | Ning Ying         | Chine       |
| Il y a loin de la rivière à la mer | Jahnu Barua       | Inde        |
| ...et la lune danse                | Garin Nugroho     | Indonésie   |
| Det, une petite fille              | Abolfazl Jalili   | Iran        |
| Okaeri                             | Makoto Shinozaki  | Japon       |
| The Girl of Silence                | Genjirō Arato     | Japon       |
| Kardiogramma                       | Darezhan Omirbaev | Kazakhstan  |
| Sin remitente                      | Carlos Carrera    | Mexique     |
| Le pays du Léja                    | Ryad Chaia        | Syrie       |

### Autres programmations
- Hommage aux actrices égyptiennes Neima Akef et Youssra
- Rétrospective du cinéma de l'Azerbaïdjan : 60 ans de cinéma
- Un nouveau regard sur le cinéma indonésien[2]

## Palmarès
- Montgolfière d'or : Sin remitente de Carlos Carrera
- Montgolfière d'argent : Ronde de flics à Pékin de Ning Ying
- Prix spécial du jury : Kardiogramma de Darezhan Omirbaev
- Prix d’interprétation féminine : Miho Uemura dans Okaeri
- Prix d’interprétation masculine : Fernando Torre Laphame dans Sin remitente
- Prix du Meilleur jeune acteur : Hossein Saki dans Det, une petite fille
- Prix de la mise en scène : ...et la lune danse de Garin Nugroho
- Prix du public : Sin remitente de Carlos Carrera[2]